# أميريكو هنريكس
أميريكو هنريكس هو قسيس برتغالي، ولد في 6 أكتوبر 1923، وتوفي في 14 أغسطس 2006.